# Costus pulverulentus
Costus pulverulentus là một loài thực vật có hoa trong họ Costaceae. Loài này được C.Presl mô tả khoa học đầu tiên năm 1825.

## Hình ảnh

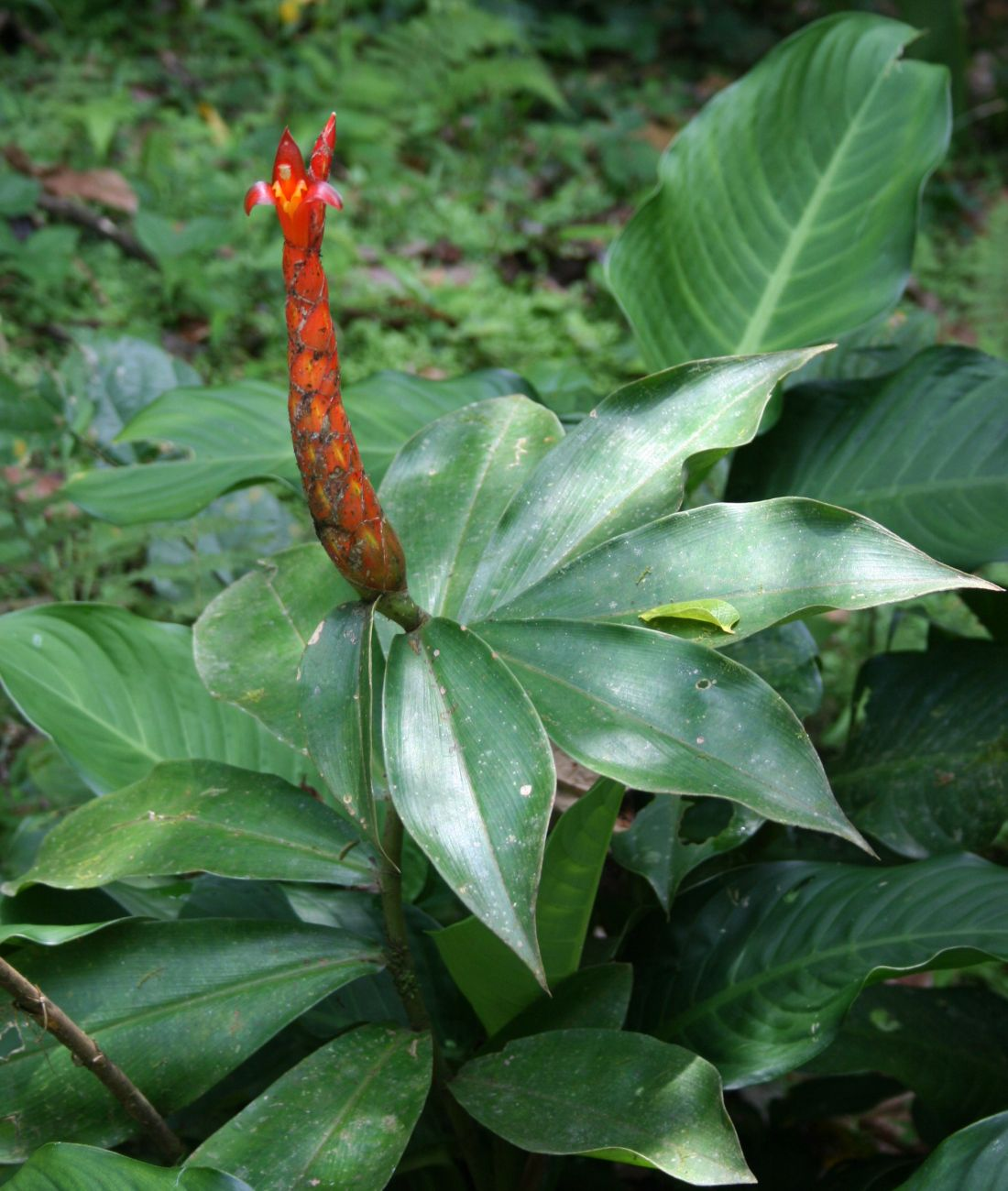
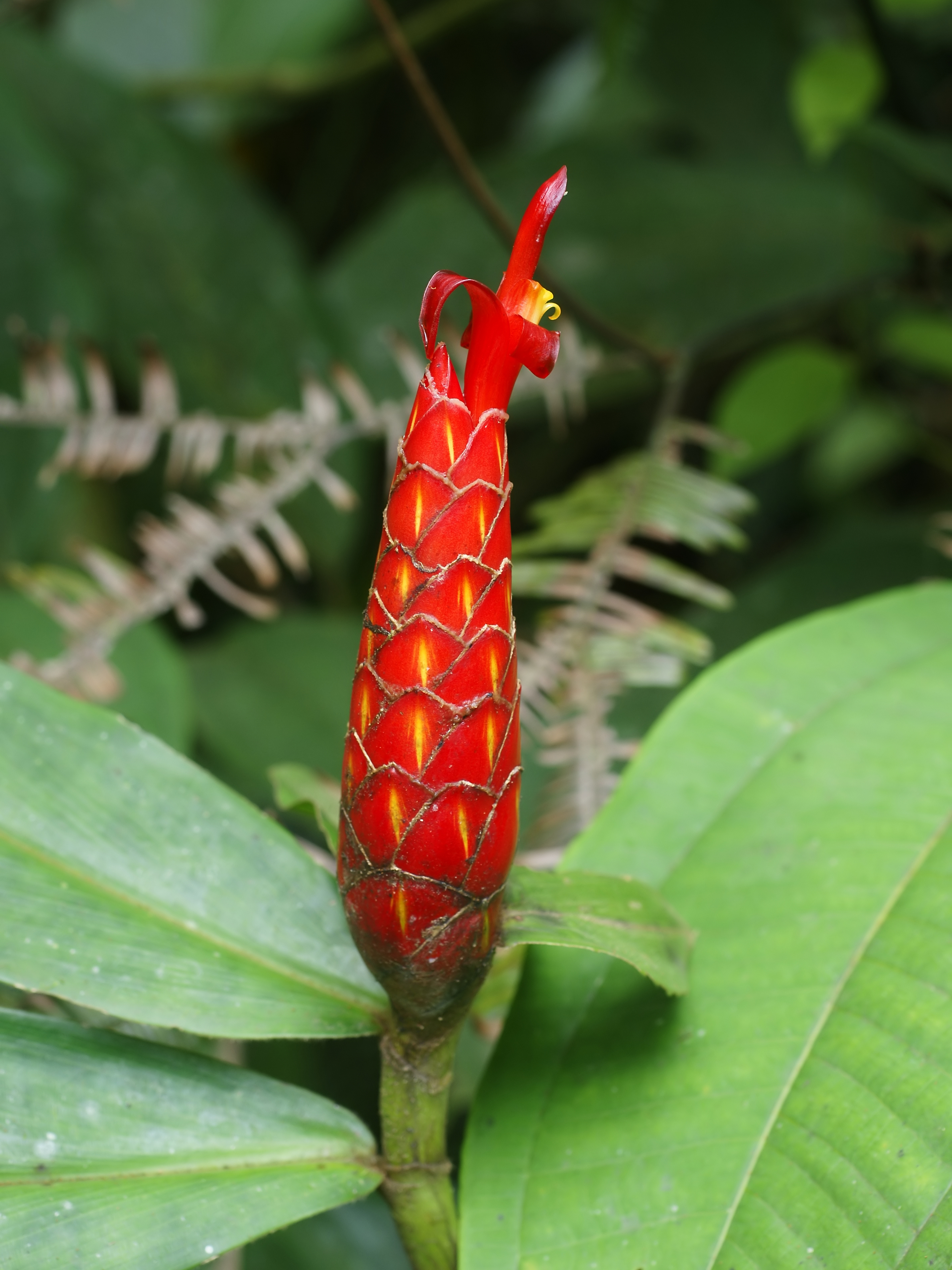
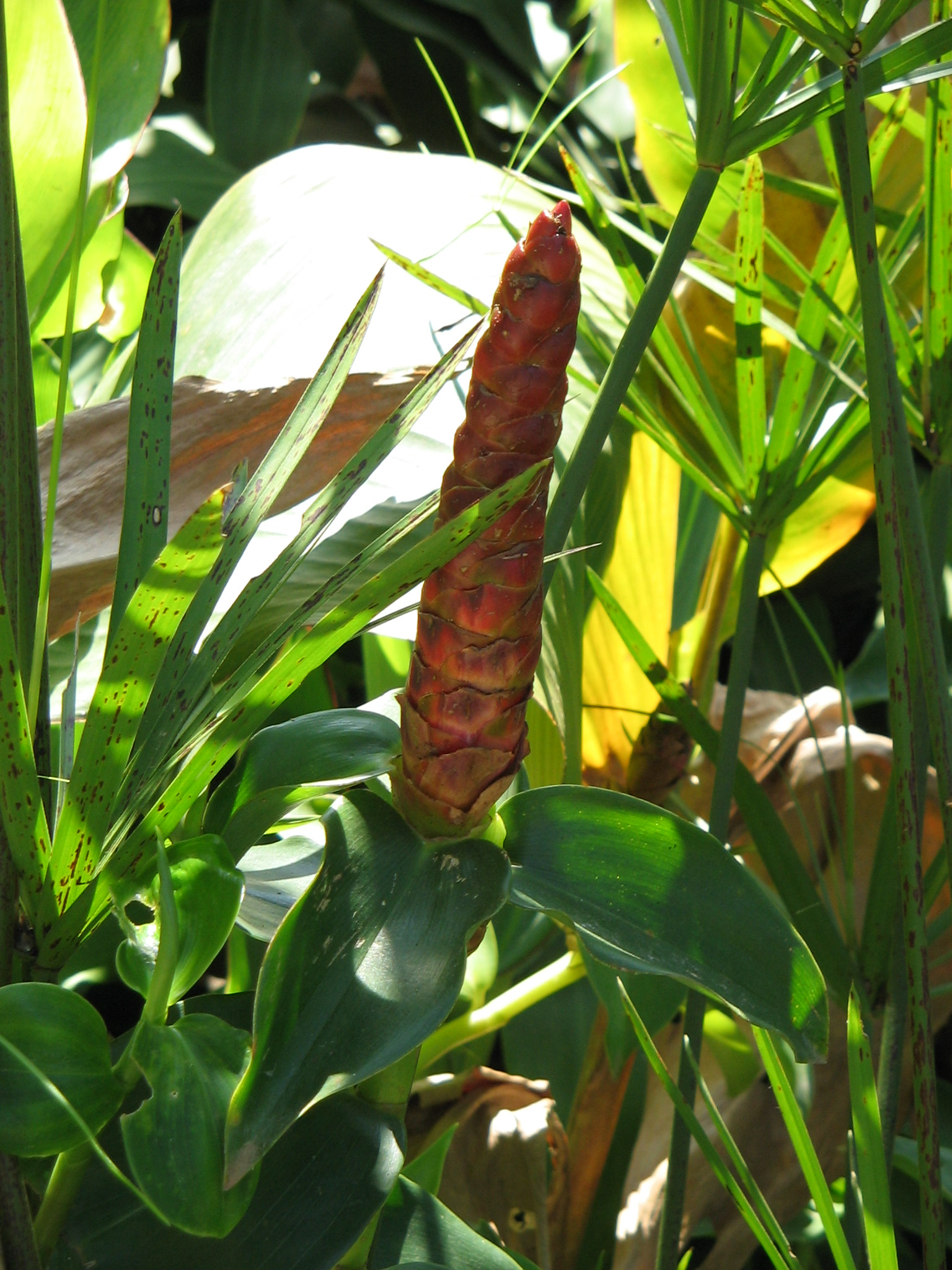
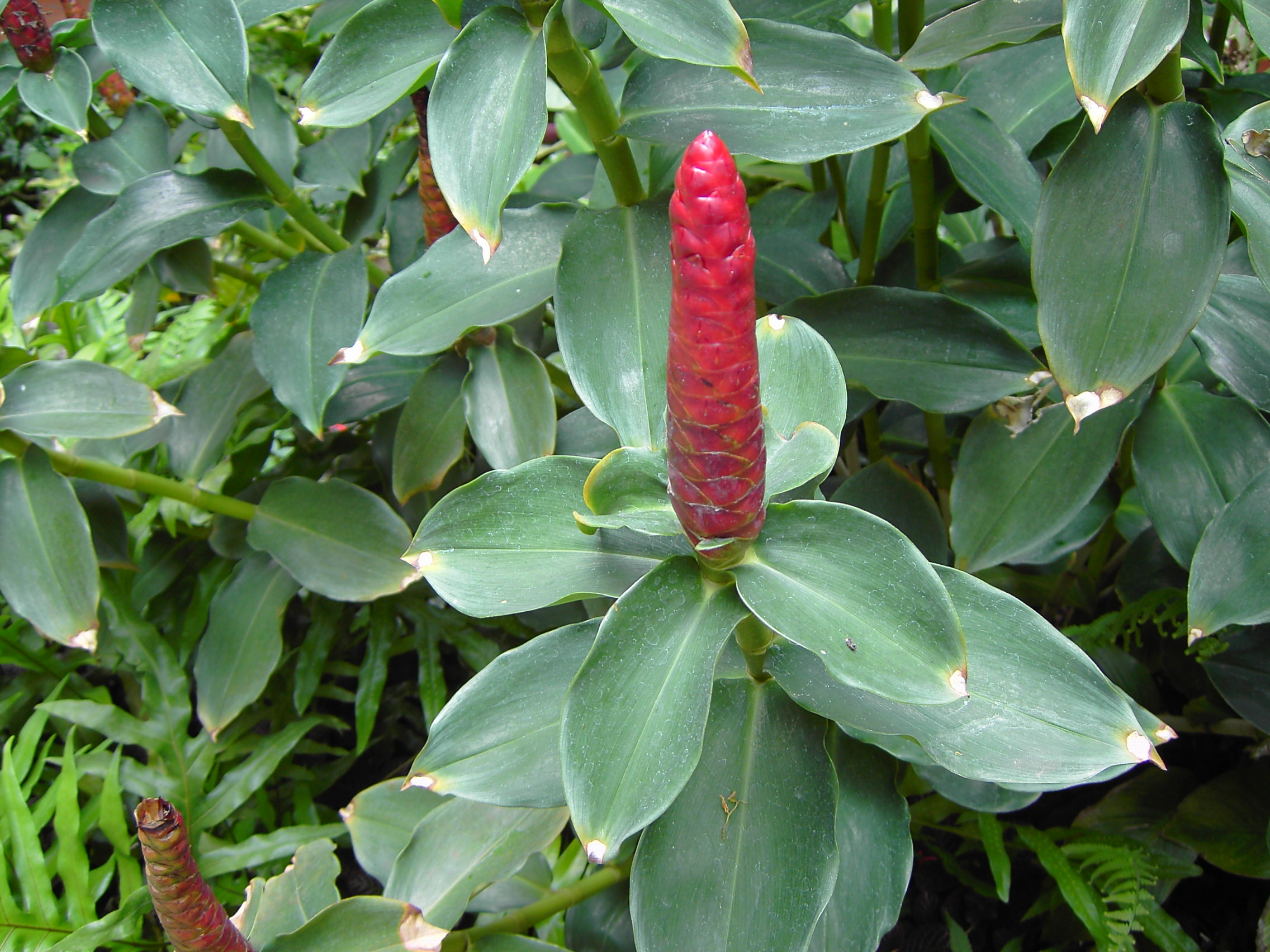